# Визеу (округ)
Округ Визеу (порт. Distrito de Viseu) је један од 18 округа Португалије, смештен у њеном северном делу. Седиште округа је истоимени град Визеу, а значајан је и град Ламего.

## Положај и границе округа
Округ Визеу се налази у северној трећини Португалије и граничи се са:
- северозапад: округ Порто,
- север: округ Вила Реал,
- северисток: округ Браганца,
- исток: округ Гварда,
- југ: округ Коимбра,
- запад: округ Авеиро,

## Географија
Рељеф: Већи део округа Визеу је висораван, просечне висине 300-600 m, која је испресецана дубоким и уским долинама месних водотока. На северу округа се налази планина Сера Монтемуро.
Клима у округу Визеу је изменњена средоземна, а на вишим планинама и висоравнима постаје планинска.

### Воде
У округу има више малих водотока, који се уливају у Атлантски океан на западу. Најважнија река је река Дуро, која чини северну границу округа. На југу протиче и река Мондего горњим делом тока.

## Становништво
По подацима из 2001. године на подручју округа Визеу живи близу 400 хиљада становника, већином етничких Португалаца.
Густина насељености - Округ има густину насељености од близу 80 ст./км², што је осетно мење од државног просека (око 105 ст./км²). Јужни, нижи део округа је много боље насељен него више планине и висоравни на северу.

## Подела на општине
Округ Визеу је подељен на 24 општине (concelhos), које се даље деле на 372 насеља (Freguesias).
Општине у округу су:
| - Армар - Вила Нова де Паива - Визеу - Вузела - Карегал до Сал - Кастро Даире - Кинфаес - Ламего | - Мангулде - Моимента да Беира - Мортагуа - Нелас - Оливеира де Фрадес - Пеналва до Кастело - Пенедоно - Резенде | - Санта Комба Дао - Сао Жоао да Пескеира - Сао Педро до Сул - Сатао - Сернанцеле - Табуашо - Тароука - Тондела |